# Jacques Adam
Jacques Adam (* 1663 in Vendôme; † 12. November 1735 in Paris) war ein französischer Gelehrter, Übersetzer und Mitglied der Académie française.

## Leben und Werk

### Gelehrter und Erzieher
Jacques Adam wuchs als jüngstes von acht Kindern in Vendôme auf und besuchte die Schule der Oratorianer. Im Alter von 14 Jahren war er bereits so gelehrt, dass die Eltern ihn nach Paris zu Charles Rollin schickten, der ihn, hoch erstaunt über seine Kenntnisse, an Claude Fleury empfahl, an dessen Kirchengeschichte er mitwirkte. Der Große Conti (1664–1709) wurde auf ihn aufmerksam und machte ihn zum Erzieher seines Sohnes Louis Armand II. de Bourbon, prince de Conti (1695–1727), den er auch in der Zeit von dessen militärischem Kommando als Sekretär begleitete. Conti schätzte ihn so, dass er ihn auch zum Erzieher seines eigenen Sohnes, Louis François I. de Bourbon, prince de Conti (1717–1776), berief. Die dazu nach den Gepflogenheiten der Zeit passende Rolle als Kleriker lehnte Adam ab.
Conti verschaffte ihm 1723 den nicht angestrebten Sitz Nr. 36 in der Académie française, den vor ihm Claude Fleury innehatte. D’Alembert ist voll des Lobes über die arbeitsame Rolle, die er dort in vollkommener Bescheidenheit ausfüllte. Er hatte Familie und starb 1735 im Alter von 72 Jahren.

### Übersetzer
Adam trat 1712 mit der Übersetzung aus dem Italienischen der Memoiren des Marschalls Raimondo Montecuccoli an die Öffentlichkeit. Er war einer der fünf Übersetzer (aus dem Lateinischen) des gewaltigen zeitgeschichtlichen Werks von Jacques-Auguste de Thou (1553–1617), das 1734 in 14 Bänden erschien. D’Alembert berichtet, dass Adam noch eine Übersetzung aus dem Griechischen des Gelehrtenmahls des Athenaios hinterließ, die René Gabriel Félix Grégoire Desaunays (auch: Abbé Desaunays, 1732–1811) herausgeben wollte, worauf er aber unter dem Eindruck des 1789–1791 in 5 Bänden erschienenen Banquet des savants (übersetzt durch Jean-Baptiste Lefebvre de Villebrune, 1732–1809) verzichtete.

## Werke (Übersetzer)
- Memoires de Montecuculi generalissime des troupes de l’Empereur ou principes de l'art militaire en général. Traduits d’italien en François par ***. Et dediez à S. A. S. monseigneur le Prince de Conty. Paris, chez Jean Muzier, Paris 1712. (zahlreiche weitere Auflagen)
- (mit anderen) Histoire universelle de Jacques-Auguste de Thou, depuis 1543 jusqu’en 1607. Traduite sur l’édition latine de Londres. 14 Bde. London (=Paris) 1734.